# 小野光洪
小野 光洪（おの みつひろ、1920年（大正9年）7月28日 - 2005年（平成17年）11月9日）は、昭和から平成初期の政治家、実業家。塩尻市長（第4代）。父は元衆議院議員の小野祐之。

## 来歴
長野県東筑摩郡塩尻町生まれ。1937年（昭和12年）3月、旧制長野県立松本中学（現・長野県松本深志高等学校）を卒業し、1941年（昭和16年）早稲田大学専門部商科を修了。1946年（昭和21年）から小野石灰六名社を経営、1960年（昭和35年）に信陽化学工業と改称し代表取締役となる。1959年（昭和34年）4月から塩尻市議会議員を5期務め、1963年（昭和38年）同副議長、1967年（昭和42年）には同議長に就任。
1978年（昭和53年）10月に塩尻市長に初当選し、1990年（平成2年）に退任するまで3期務めた。在任中は国鉄塩尻駅の移転事業や、長野自動車道塩尻IC、塩尻北IC開設に尽力した。それに伴って、塩尻ICに近接した林間工業団地を軸に、高度先端技術の拠点づくりを推進し、大門市街地活性化事業、高度情報ネットワークの形成や、塩尻駅を拠点とする広域アクセス道路の整備などの実績を上げた。

## 栄典
- 1991年 - 勲三等瑞宝章[1]